# Crioa hypoxantha
Crioa hypoxantha là một loài bướm đêm trong họ Noctuidae.